# Плавання на відкритій воді на Чемпіонаті світу з водних видів спорту 2022 — 25 км (чоловіки)
Плавання на відкритій воді на дистанції 25 км серед чоловіків на Чемпіонаті світу з водних видів спорту 2022 відбулися 30 червня 2022 року.

## Результати
Заплив розпочався о 07:00 за місцевим часом.
| Місце | Плавець               | Країна             | Час           |
| ----- | --------------------- | ------------------ | ------------- |
| 1     | Даріо Верані          | Італія             | 5:02:21.5     |
| 2     | Аксель Реймон         | Франція            | 5:02:22.7     |
| 3     | Петер Галіц           | Угорщина           | 5:02:35.4     |
| 4     | Марсел Схаутен        | Нідерланди         | 5:02:46.7     |
| 5     | Кайл Лі               | Австралія          | 5:02:48.5     |
| 6     | Ларс Боттелір         | Нідерланди         | 5:02:51.6     |
| 7     | Маттео Фурлан         | Італія             | 5:02:53.8     |
| 8     | Акош Кальмар          | Угорщина           | 5:03:52.1     |
| 9     | Чжо Чженці            | Китайський Тайбей  | 5:04:18.7     |
| 10    | Альберто Мартінес     | Іспанія            | 5:04:22.5     |
| 11    | Андреас Вашбургер     | Німеччина          | 5:04:47.8     |
| 12    | Саймон Ламар          | США                | 5:06:15.3     |
| 13    | Бен Ланґнер           | Німеччина          | 5:06:19.1     |
| 14    | Мінаміде Тайсін       | Японія             | 5:09:26.1     |
| 15    | Астеріос Далдогіанніс | Греція             | 5:09:26.3     |
| 16    | Бейлі Армстронґ       | Австралія          | 5:09:40.3     |
| 17    | Евгеній Поп Ачев      | Північна Македонія | 5:13:52.8     |
| 18    | Чжан Цзіньхоу         | Китай              | 5:14:04.7     |
| 19    | Саша Веллі            | Франція            | 5:20:42.3     |
| 20    | Віталій Худяков       | Казахстан          | 5:23:10.4     |
| –     | Франко Кассіні        | Аргентина          | Не фінішували |
| –     | Елліот Содеманн       | Швеція             | Не фінішували |
| –     | Джої Теппер           | США                | Не фінішували |
| –     | Брюс Алмейда          | Бразилія           | Не фінішували |
| –     | Максіміліано Паккот   | Уругвай            | Не фінішували |
| –     | Даніель Дельгадільйо  | Мексика            | Не стартував  |